# Reichshoffen
Reichshoffen je město v regionu Grand Est ve Francii. Reichshoffen je město v severní části Dolního Porýní. Město se nachází 50 km severozápadně od Štrasburku, na půli cesty mezi Bitche a Haguenau.

## Název města
Název „Reichshoffen“ se skládá z „Reich“ (něm: Říše) a „hoffen“ (něm: doména, dvůr). Reichshoffen tedy znamená „doména říše“ nebo „soud říše“. Historicky byl Reichshoffen skutečně zemí patřící císaři Svaté říše římské.

## Památky

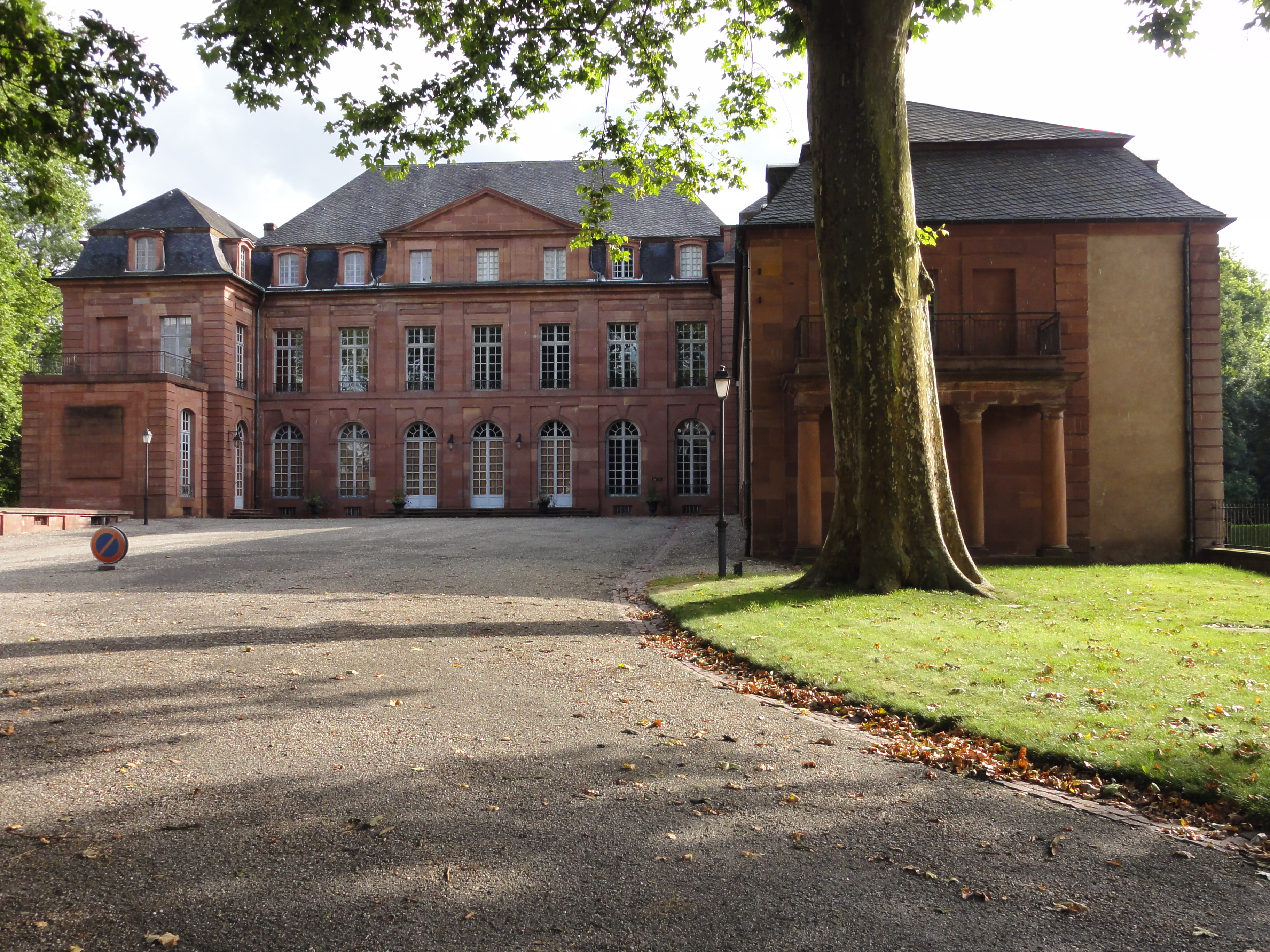
Hrad Dietrich
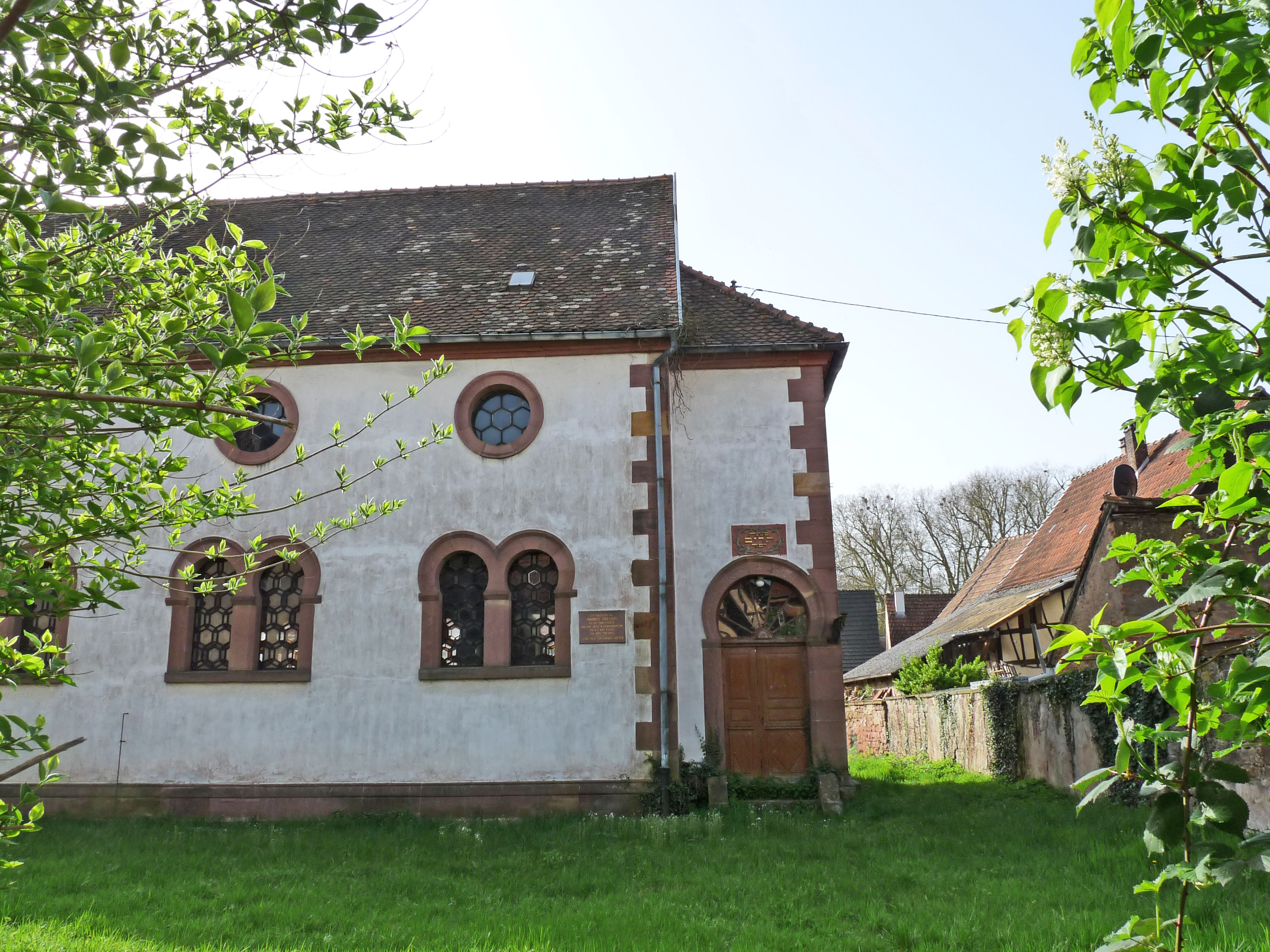
Bývalá synagoga
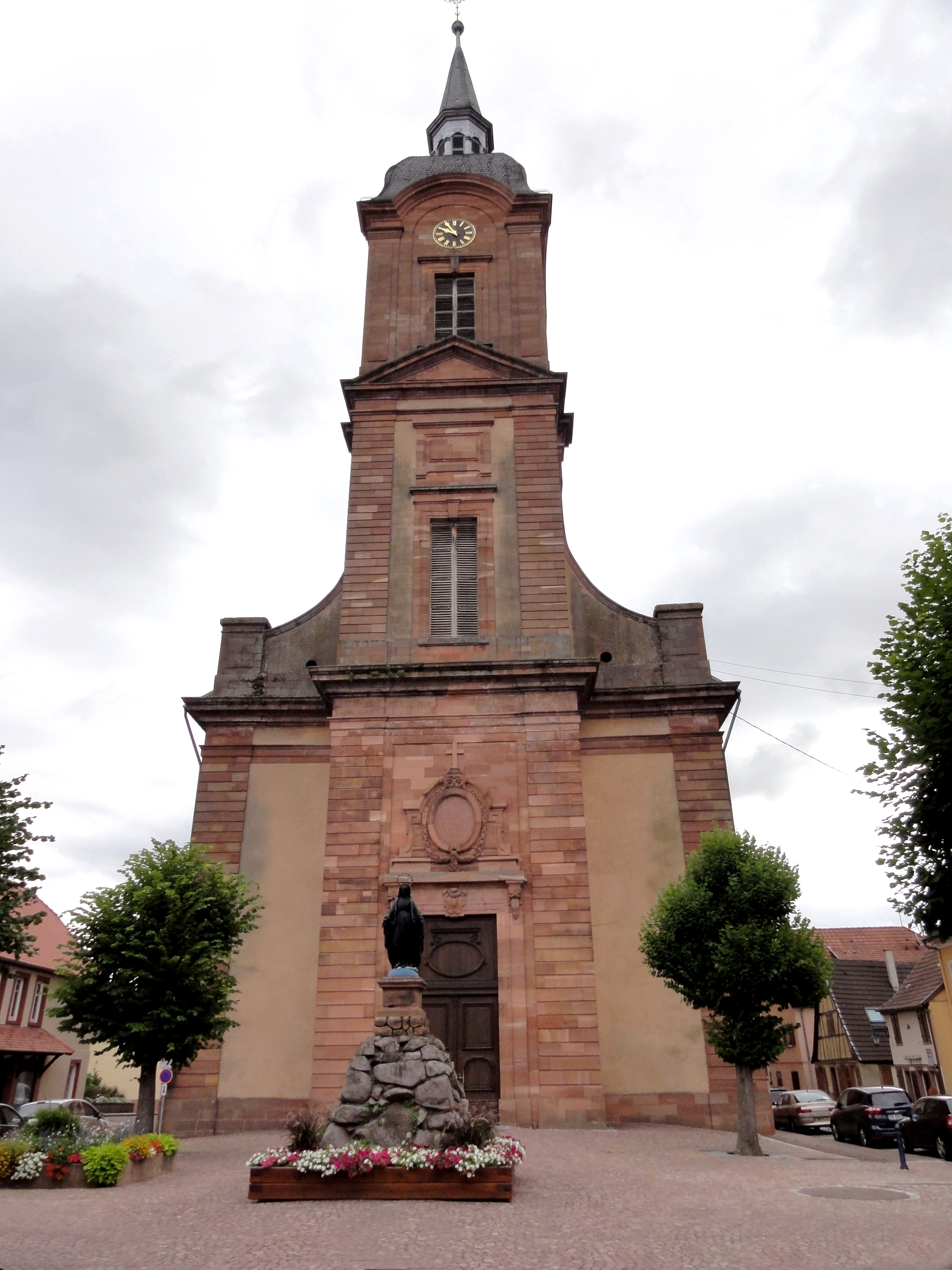
Kostel Svatého Michaela
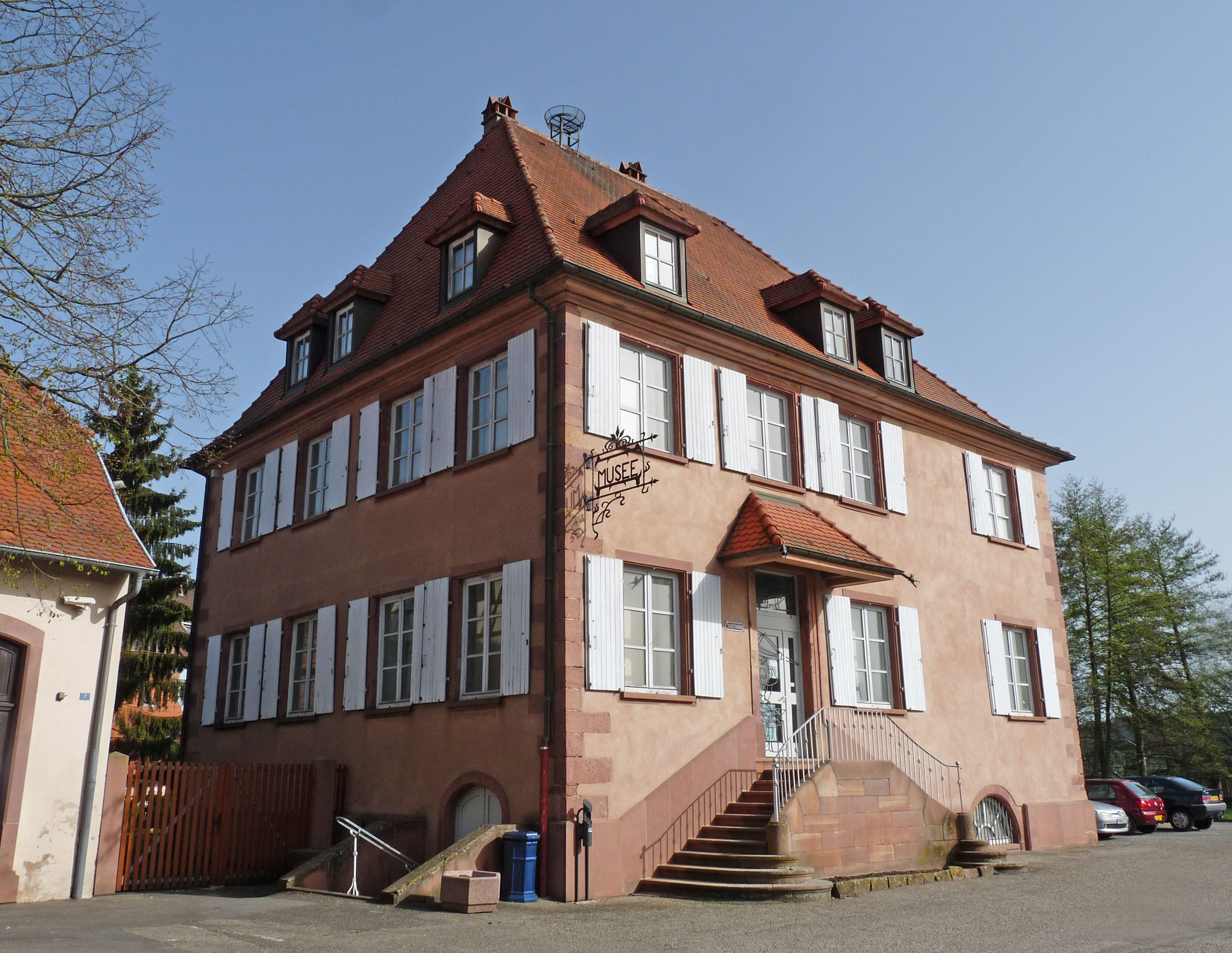
Muzeum Železa

## Partnerská města
Kandel (1961)